# Linquan
Linquan, tidigare romaniserat Linchüan, är ett härad i staden Fuyang i provinsen Anhui i östra Kina.

## Administrativ indelning
Häradet är indelat i två stadsdelsdistrikt, 21 köpingar, sju socknar och en administrativ enhet på sockennivå.
Stadsdelsdistrikt (jiedao):

- Chengguan (城关街道)
- Tianqiao (田桥街道)

Köpingar (zhen):

- Aiting (艾亭镇)
- Baimiao (白庙镇)
- Changguan (长官镇)
- Chenji (陈集镇)
- Danqiao (单桥镇)
- Gaotang (高塘镇)
- Guanmiao (关庙镇)
- Huaji (滑集镇)
- Huangling (黄岭镇)
- Jiangzhai (姜寨镇)
- Laoji (老集镇)
- Lüzhai (吕寨镇)
- Miaocha (庙岔镇)
- Songji (宋集镇)
- Tanpeng (谭棚镇)
- Tongcheng (同城镇)
- Wadian (瓦店镇)
- Weizhai (韦寨镇)
- Yangqiao (杨桥镇)
- Yingxian (迎仙镇)
- Zhangxin (张新镇)

Socknar (xiang):

- Fanxingji (范兴集乡)
- Niuzhuang (牛庄乡)
- Pangying (庞营乡)
- Taolao (陶老乡)
- Tubei (土陂乡)
- Xieji (谢集乡)
- Zhangying (张营乡)

Områden på sockennivå:
- Linquan Gongye Yuanqu industripark (临泉工业园区)